# Palazzo dei Priori (Volterra)
Il Palazzo dei Priori si trova nel centro storico di Volterra, nell'omonima piazza, in provincia di Pisa. Si tratta del più antico palazzo comunale toscano.
Il palazzo fu anche la primitiva sede della Pinacoteca cittadina, in quanto nelle sue sale furono ricoverati molti dipinti nel corso del XIX secolo, fino a quando tutte le opere non furono spostate nell'attuale sede di Palazzo Minucci-Solaini.

## Storia
La costruzione del palazzo fu iniziata per volontà di Ildebrando Pannocchieschi, conte palatino dell'Impero e l'incarico fu affidato al maestro Riccardo da Como nel 1208; la costruzione progredì un po' a rilento, anche se il piano terreno e parte del primo piano risultano utilizzati intorno al 1234; tuttavia, la fabbrica dovette essere conclusa nel 1257, come ricorda un'epigrafe in esametri leonini murata nel palazzo. L'edificio comunale fu costruito nella più importante piazza cittadina, a ridosso del Duomo, dove si affacciano anche il Palazzo Pretorio, il Palazzo vescovile, Palazzo Inghirami e altre dimore delle più influenti famiglie cittadine.
Il primitivo nome dell'edificio fu Domus Communis, ossia, Palazzo del Comune e fu utilizzato dagli Anziani come residenza. Gli originari ventiquattro Anziani nel 1283 si trasformarono nei diciotto Priori del Popolo per poi ridursi ai dodici Difensori del Popolo nel 1289.: il nome attuale del palazzo, dei Priori, si deve proprio al titolo che gli Anziani assunsero in seguito, sull'esempio di analoghe cariche del comune di Firenze.
Il palazzo è costruito interamente in pietra e la facciata è ingentilita da cornici marcapiano ed è coronata da merli a semicerchio realizzati probabilmente nel XVI secolo. La facciata, poi,  è decorata con targhe di terracotta smaltate che rappresentano stemmi di famiglie fiorentine: dal XV secolo, Volterra fu governata da Commissari fiorentini essendo entrata nell'orbita della città gigliata.
La struttura è sormontata da una torre pentagonale a due ripiani merlati, costruita intorno nel XVI secolo e in seguito ricostruita nella sua parte terminale dopo il terremoto del 1846.
Oggi è sede di parte degli uffici comunali (anagrafe, gabinetto del sindaco, sala del consiglio comunale, ecc), oltre che di mostre temporanee.

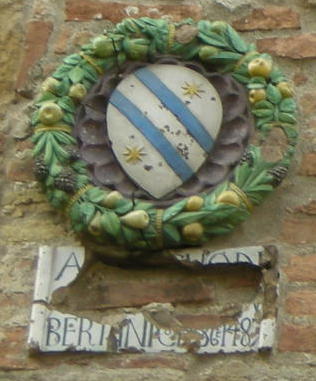
Stemma Bertini
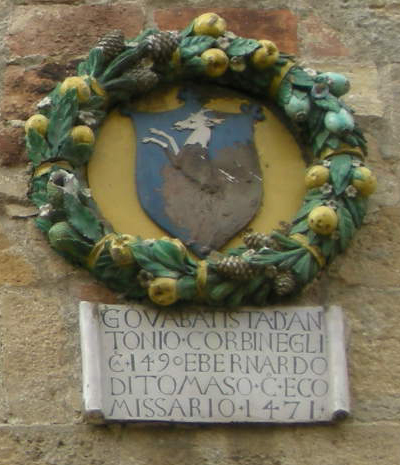
Stemma Corbinelli
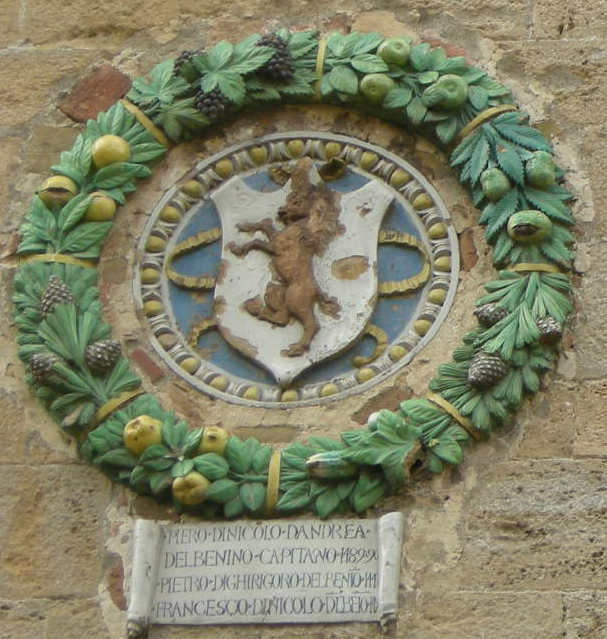
Stemma Del Benino
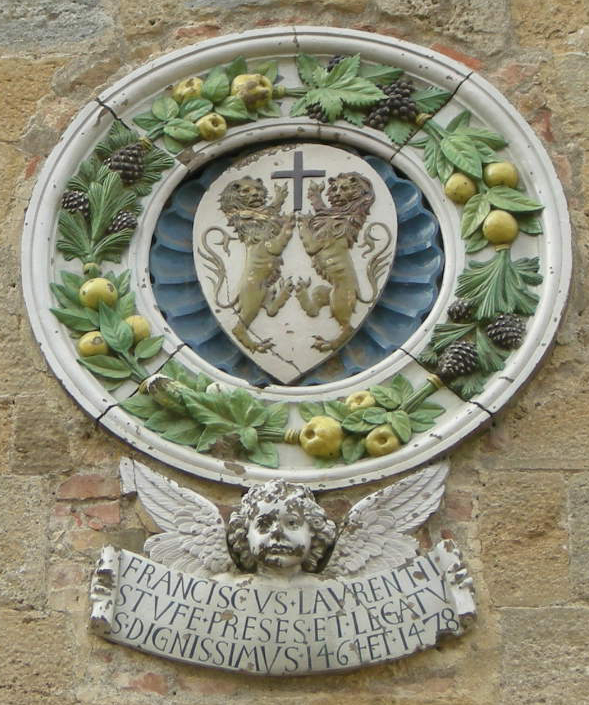
Stemma Della Stufa

## Descrizione

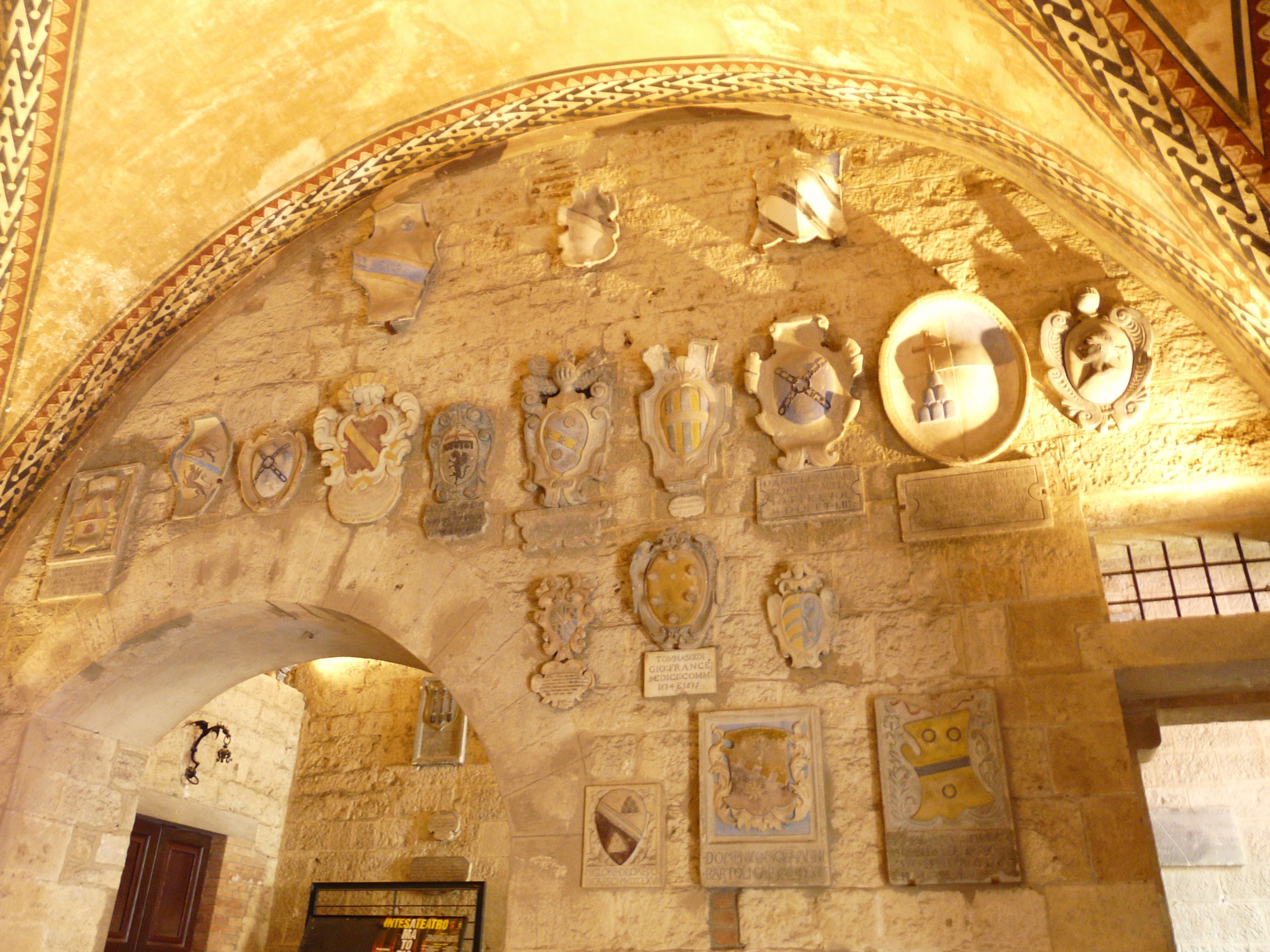
Atrio

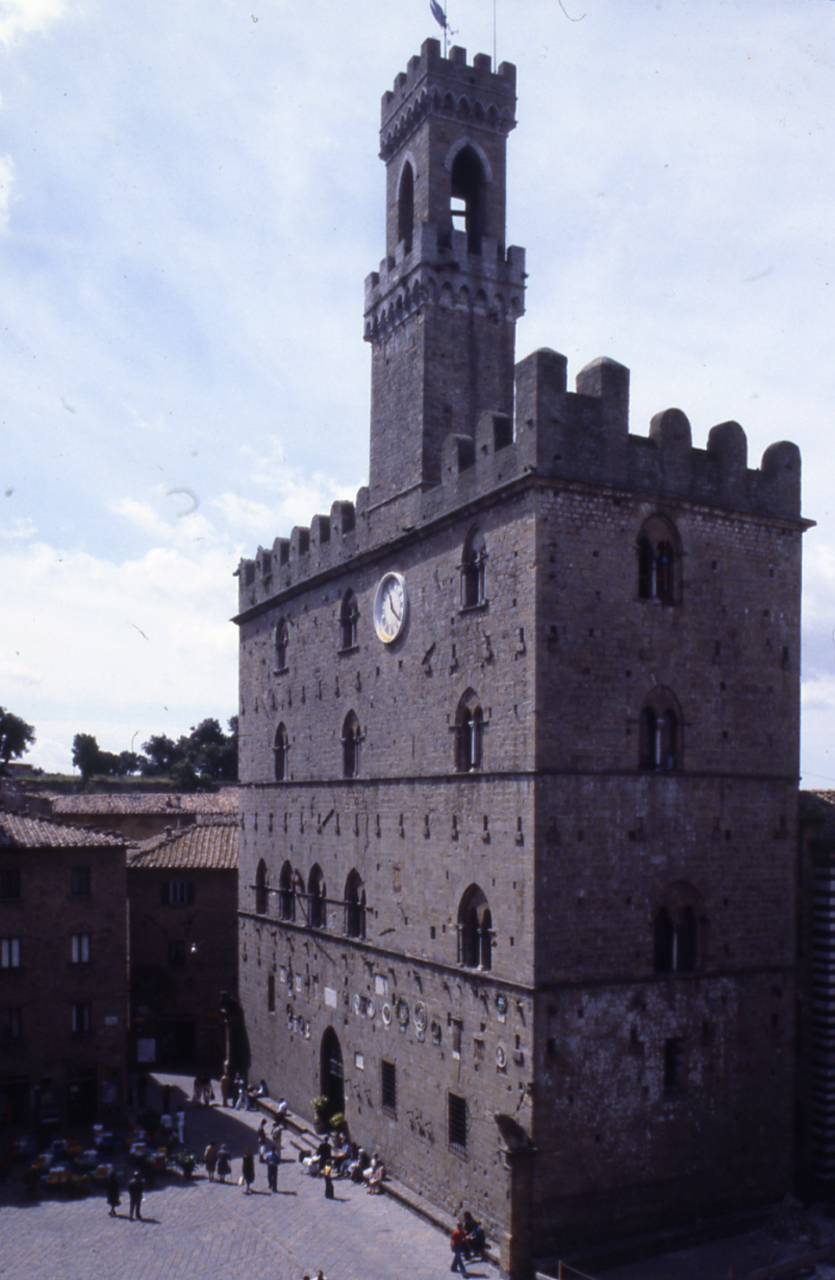
Il palazzo visto dal lato destro in una foto di Paolo Monti del 1978

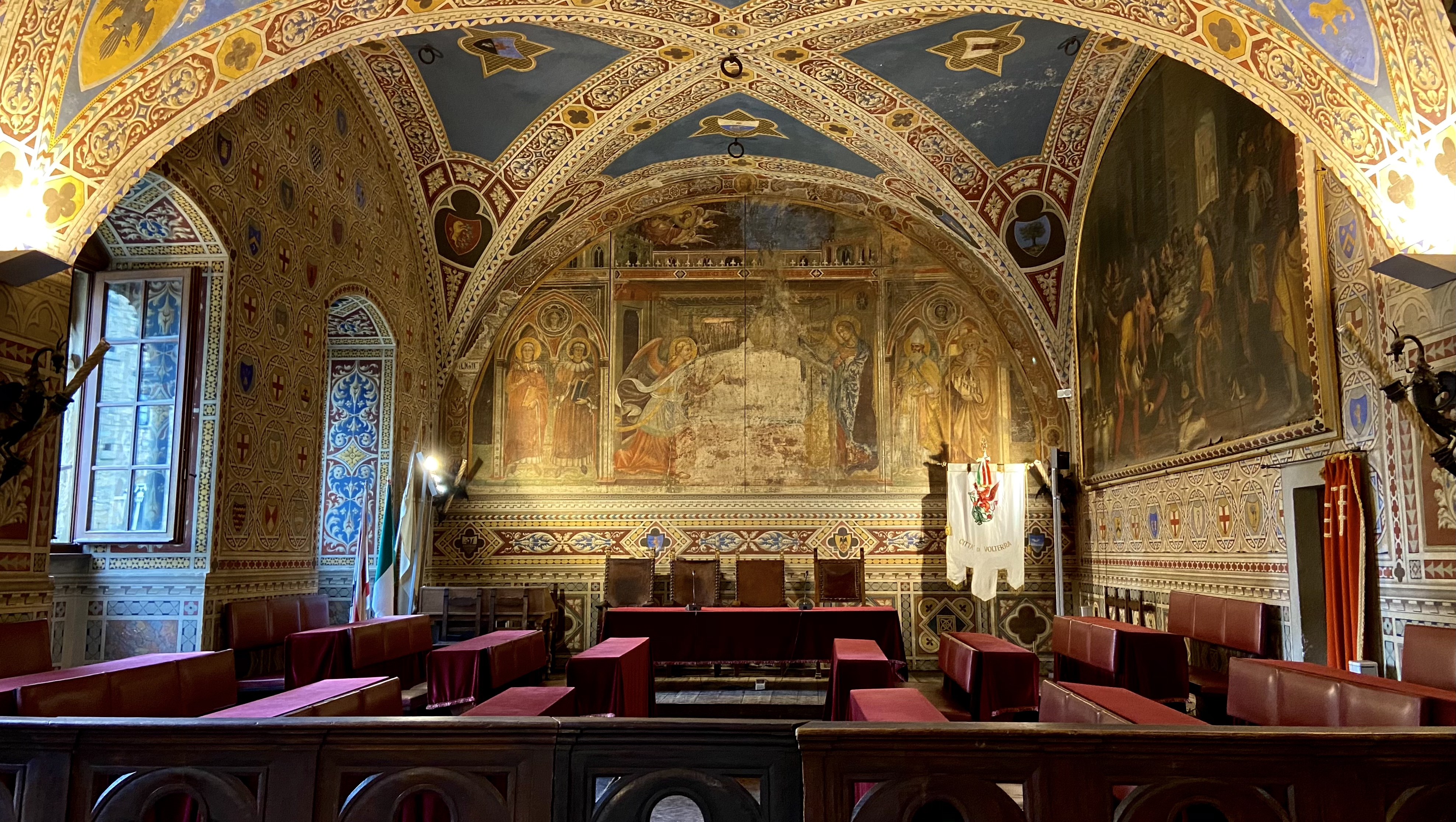
Sala del Consiglio

Il palazzo ha subito delle modifiche nel corso dei secoli: il piano terreno era aperto grazie ai tre portali che si intuiscono ancora in facciata (l'unico rimasto è l'attuale ingresso) e vi si accedeva da una breve scalinata. Sempre al piano terra vi era poi un grande atrio che serviva per riunioni e incontri.
Al primo piano si trovava la sala più rappresentativa del Palazzo, la Sala del Consiglio per le riunioni ufficiali del Comune. Sempre a questo piano vi erano una stanzetta per le riunioni più ristrette e una cappellina.
Il secondo piano era destinato all'alloggio degli Anziani prima e dei Priori in seguito, con camere da letto, un grande salone per le adunanze e per i pasti e una stanza per le riunioni.
Gli ambienti adibiti a cucine e magazzino per la legna da ardere si trovavano all'ultimo piano ed erano serviti da un montacarichi posto nel cortile interno del palazzo.

### Le opere d'arte all'interno
- La Sala del Consiglio è totalmente affrescata: tuttavia, della decorazione originaria sopravvive solamente un'Annunciazione dipinta da Iacopo di Cione Orcagna nel 1398, mentre tutti gli altri affreschi furono realizzati nel 1881.
- Sempre all'interno si trova il dipinto dal titolo Nozze di Cana di Donato Mascagni e un soffitto ligneo di pregevole fattura.
- Altra opera a fresco è un Crocifisso e santi di Pier Francesco Fiorentino, datato 1490, posta al termine dello scalone che immette nella Sala del Maggior Consiglio. La datazione scaturisce dalla lettura di un'iscrizione molto lacunosa:  "FRANCESCO GIOVANNI CAPITANO MCCCCLXXXX" . Nell'affresco si vede il Crocifisso al centro, perno della composizione, con ai lati, sulla sinistra la Madonna e inginocchiato san Francesco d'Assisi, mentre sulla destra san Giovanni Evangelista e inginocchiato san Giovanni Battista.[3]

## Opere già in loco
- Nel 1532 Daniele Ricciarelli realizzò per il Palazzo dei Priori un affresco raffigurante la Giustizia: si tratta di una delle opere giovanili dell'artista. Questo affresco fu staccato nel 1844 in occasione di alcuni lavori di ristrutturazione: oggi si conserva nella sala XII della locale pinacoteca.

## Apparizioni cinematografiche
- All'interno del palazzo sono state ambientate alcune scene del libro di New Moon, titolo della saga di Twilight di Stephenie Meyer.

- Il Palazzo dei Priori e la sua piazza sono servite anche per numerose scene della serie televisiva I Medici.[4]